# Teatre romà de Regina
El teatre romà de Regina és un teatre situat dins de la ciutat romana de Regina Turdulorum, al terme municipal de Casas de Reina (Badajoz). Des de 1978 s'hi fan excavacions arqueològiques que han permès recuperar el teatre, en un estat de conservació excel·lent. Construït a la segona meitat del segle i, sota el mandat de Neró, tenia capacitat per a 1.000 a 1.200 espectadors.